# Converging Paths
Converging Paths è un cortometraggio muto del 1916 diretto da Burton L. King. Sceneggiato da Hettie Grey Baker e prodotto dalla Selig, il film aveva come interpreti Robyn Adair, Virginia Kirtley, Leo Pierson, Eugenie Forde.

## Produzione
Il film fu prodotto dalla Selig Polyscope Company.

## Distribuzione
Distribuito dalla General Film Company, il film - un cortometraggio in tre bobine - uscì nelle sale cinematografiche statunitensi il 9 ottobre 1916.